# Mau (Uttar Pradesh)
Mau (o Maunath Bhanjan) è una suddivisione dell'India, classificata come municipal board, di 210.071 abitanti, capoluogo del distretto di Mau, nello stato federato dell'Uttar Pradesh. In base al numero di abitanti la città rientra nella classe I (da 100.000 persone in su).

## Geografia fisica
La città è situata a 25° 56' 60 N e 83° 32' 60 E e ha un'altitudine di 63 m s.l.m..

## Società

### Evoluzione demografica
Al censimento del 2001 la popolazione di Mau assommava a 210.071 persone, delle quali 108.696 maschi e 101.375 femmine. I bambini di età inferiore o uguale ai sei anni erano 42.365, dei quali 21.598 maschi e 20.767 femmine. Infine, coloro che erano in grado di saper almeno leggere e scrivere erano 121.821, dei quali 70.509 maschi e 51.312 femmine.